# Acció Electoral dels Polonesos a Lituània
Acció Electoral dels Polonesos a Lituània - Aliança de famílies cristianes (polonès Akcja Wyborcja Wyborcza Rodeczų Litvų na Polakówświązų Polakówų AWPL-ZCHR, lituà Lietuvos lenkų rinkimų akcija – Krikščioniškų šeimų sąjunga, LLRA-KSS) és un partit polític de Lituània, d'ideologia centrista i defensor dels interessos dels Polonesos de Lituània. A les eleccions legislatives lituanes de 2008 va obtenir el 4,8% dels vots i 3 escons al Seimas.
El partit va ser fundat el 1994 pels polonesos de la regió de Vílnius. És una branca del Moviment dels Polonesos de Lituània.
En 1997-1999 va prendre part en la coalició governant a l'ajuntament de Vílnius. Té la seva àrea d'influència als districtes municipals de Vílnius i Šalčininkai, on la minoria polonesa forma la majoria de la població. A les eleccions de 2008 va incloure a les llistes membres de la Unió dels Russos de Lituània (Rusų aljansas). A les eleccions europees de 2009 va obtenir un eurodiputat, Valdemar Tomaševski, actual líder del partit. El 22 de juny de 2009 el blog de dreta britànic ConservativeHome va anunciar que Tomaszewski havia expressat el seu desig d'unir-se al grup parlamentari Conservadors i Reformistes Europeus del Parlament Europeu. Es va incorporar al grup el 23 de juny de 2009.
En 2020 es va unir a la coalició governamental del gabinet de Saulius Skvernelis de la Unió Lituana d'Agricultors i Verds (LVŽS) i el Partit Socialdemòcrata de Lituània (LSDP).

## Resultats electorals

### Seimas
| Any  | Líder               | Vots   | %         | Escons  | +/– | Govern             |
| ---- | ------------------- | ------ | --------- | ------- | --- | ------------------ |
| 1992 | Jan Sienkiewicz     | 39,772 | 2.1 (#7)  | 4 / 141 |     | Oposició           |
| 1996 | Jan Sienkiewicz     | 40,941 | 3.1 (#9)  | 1 / 141 | 3   | Oposició           |
| 2000 | Valdemar Tomaševski | 28,641 | 1.9 (#10) | 2 / 141 | 1   | Coalició (2000–01) |
| 2000 | Valdemar Tomaševski | 28,641 | 1.9 (#10) | 2 / 141 | 1   | Oposició (2001–04) |
| 2004 | Valdemar Tomaševski | 45,302 | 3.8 (#7)  | 2 / 141 | =   | Oposició           |
| 2008 | Valdemar Tomaševski | 59,237 | 4.8 (#8)  | 3 / 141 | 1   | Oposició           |
| 2012 | Valdemar Tomaševski | 79,840 | 5.8 (#7)  | 8 / 141 | 5   | Coalició (2012–14) |
| 2012 | Valdemar Tomaševski | 79,840 | 5.8 (#7)  | 8 / 141 | 5   | Oposició (2014–16) |
| 2016 | Valdemar Tomaševski | 69,810 | 5.7 (#6)  | 8 / 141 | =   | Oposició (2016–19) |
| 2016 | Valdemar Tomaševski | 69,810 | 5.7 (#6)  | 8 / 141 | =   | Coalició (2019–20) |
| 2020 | Valdemar Tomaševski | 56,386 | 5.0 (#7)  | 3 / 141 | 5   | Oposició           |
| 2024 | Valdemar Tomaševski | 48,288 | 3.96 (#8) | 3 / 141 | =   | Oposició           |

### Parlament Europeu
| Any  | Líder                | Vots   | %         | Escons | +/– | Grup |
| ---- | -------------------- | ------ | --------- | ------ | --- | ---- |
| 2004 | Waldemar Tomaszewski | 68,937 | 5.7 (#7)  | 0 / 13 | Nou | -    |
| 2009 | Waldemar Tomaszewski | 46,293 | 8.2 (#5)  | 1 / 12 | 1   | ECR  |
| 2014 | Waldemar Tomaszewski | 92,108 | 8.0 (#6)  | 1 / 11 | =   | ECR  |
| 2019 | Waldemar Tomaszewski | 69,263 | 5.5 (#7)  | 1 / 11 | =   | ECR  |
| 2024 | Waldemar Tomaszewski | 39,199 | 5.78 (#6) | 1 / 11 | =   | ECR  |

## Líders
- Jan Sienkiewicz (primer líder)
- Valdemar Tomaševski (actual líder)